# Devin Townsend Project
Devin Townsend Project was een progressieve-metalband, opgericht in maart 2009 in Canada. De band werd opgericht door de Canadese zanger-gitarist en producer Devin Townsend. Zijn oorspronkelijke idee was om vier albums uit te brengen met wisselende bezetting per album. Uiteindelijk zijn er zeven albums uitgebracht en heeft Townsend met een vaste bezetting gewerkt, in combinatie met samenwerking met andere muzikanten waaronder de Nederlandse zangeres Anneke van Giersbergen.

## Discografie

### Studioalbums
- Ki, 2009
- Addicted, 2009
- Deconstruction, 2011
- Ghost, 2011
- Epicloud, 2012
- Z2: Sky blue, 2014
- Transcendence, 2016

### Livealbums
- The retinal circus, 2013
- Devin Townsend presents: Ziltoid live at the Royal Albert Hall, 2015
- Ocean machine - Live at the ancient Roman theatre Plovdiv, 2018